# Californication (album)
Californication je funk-rockové album skupiny Red Hot Chili Peppers. Taktéž i jedna píseň na onom albu.
Album Californication je částečným návratem ke kořenům Red Hot Chili Peppers. Po méně úspěšném One Hot Minute se vrátil John Frusciante, vystřídal Davea Navarra a se skupinou v roce 1999 nahrál desku, která znamenala jejich znovuvzkříšení.
Nejúspěšnějšími skladbami se staly Scar Tissue, Otherside a Californication.

## Seznam písní
Všechny skladby napsali Flea, Anthony Kiedis, John Frusciante a Chad Smith.
| Pořadí | Název             | Délka |
| ------ | ----------------- | ----- |
| 1.     | Around the World  | 3:58  |
| 2.     | Parallel Universe | 4:30  |
| 3.     | Scar Tissue       | 3:37  |
| 4.     | Otherside         | 4:15  |
| 5.     | Get on Top        | 3:18  |
| 6.     | Californication   | 5:21  |
| 7.     | Easily            | 3:51  |
| 8.     | Porcelain         | 2:43  |
| 9.     | Emit Remmus       | 4:00  |
| 10.    | I Like Dirt       | 2:37  |
| 11.    | This Velvet Glove | 3:45  |
| 12.    | Savior            | 4:52  |
| 13.    | Purple Stain      | 4:13  |
| 14.    | Right on Time     | 1:52  |
| 15.    | Road Trippin'     | 3:25  |

## Obsazení
- Anthony Kiedis – zpěv
- John Frusciante – kytara
- Michael Balzary (Flea) – baskytara
- Chad Smith – bicí